# История почты и почтовых марок Барбадоса
История почты и почтовых марок Барбадоса описывает развитие почтовой связи на территории Барбадоса, государства в Вест-Индии на одноимённом острове в группе Малых Антильских островов, на востоке Карибского моря со столицей в Бриджтауне, и условно подразделяется на периоды:
- британского колониального управления (до 1958),
- нахождения в составе Вест-Индской Федерации (1958—1962),
- самоуправления (1962—1966) и
- независимости (с 1966).

Собственные почтовые марки эмитируются здесь с 1852 года. Барбадос входит в число стран — участниц Всемирного почтового союза (ВПС; с 1967), а его национальным почтовым оператором является Barbados Postal Service (Почтовая служба Барбадоса).

## Развитие почты

### Домарочная эпоха
Потребность в почтовом сообщении на Барбадосе возникла в ходе европейской колонизации острова. Первыми европейцами, которые прибыли на остров, вероятно, были португальцы, и случилось это около 1500 года. В 1605 году сэр Олав Ли (англ. Olave Leigh) высадился на острове и объявил его владением короля Якова. Первая группа английских поселенцев численностью около 30 человек обосновалась на острове в 1624 году. Английские поселенцы продолжали прибывать, и к 1650 году на острове жило около 20 тысяч человек.
Британское почтовое ведомство организовало пакетботное агентство на острове Барбадос, в Бриджтауне, во времена правления Карла II в 1663 году. Агентство сначала полагалось на случайные суда для перевозки почты. В 1702 году Эдмунд Даммер открыл ежемесячный маршрут из Фалмута, перенеся его в Плимут в 1705 году. Обратный путь занимал три-четыре месяца. Почтовое сообщение прекратилось в 1711 году, когда Даммер обанкротился. В течение предыдущих девяти лет Даммер потерял два пакетбота в море, и ещё семь захватили испанцы. В 1711 году остальные его семь пакетботов были арестованы кредиторами и почтовое сообщение прекратилось. Пакетботному агентству снова пришлось использовать случайные суда для перевозки почты до 1745 года, когда сообщение было восстановлено почтовым ведомством на основе первоначальных планов Даммера.
Почтовые пометки впервые появились на почтовых отправлениях из Барбадоса в 1760-е годы. В то время название колонии писалось: «Barbadoes» («Барбадос»), м такое написание сохранялось примерно до 1850 года. Почтовое ведомство Великобритании отвечало за внутреннюю почтовую связь до 1 августа 1851 года, когда она перешла в ведение законодательного собрания Барбадоса. Англичане продолжали управлять пакетботным агентством для перевозки заграничных почтовых отправлений до 1858 года. Следовательно, в течение этого времени, с 1851 года по 1858 года, на острове работали два отдельных почтовых ведомства. В отличие от ряда других британских колоний, на Барбадосе никогда не были в обращении почтовые марки Великобритании.

### Почтовый тариф 1851 года
Почтовые тарифы были установлены в размере один пенни за пол-унции. Пересылка газет, издаваемых на Барбадосе, осуществлялась бесплатно; за пересылку других печатных материалов взималось полпенни. Барбадос стал первой британской колонией, установившей тариф в полпенни, даже до выпуска Великобритании 1870 года.
Тариф за пересылку писем в Великобританию составлял шесть пенсов за пол-унции. Тариф за пересылку писем на другие острова Вест-Индии составлял четыре пенса плюс одно пенни в случае, если письмо не было сдано в почтовом отделении плюс ещё одно пенни в случае, если письмо было доставлено и не было получено в почтовом отделении места назначения.

## Выпуски почтовых марок

### Барбадосские «Британии»

#### Первые марки
С целью экономии расходов на печатные формы заказ на печать в Лондоне почтовых марок для Барбадоса объединялся с заказами для Маврикия и Тринидада. Марки каждой колонии имели одинаковый рисунок «Сидящая Британия» — с аллегорическим изображением Британии, но различались текстами. Рисунок этих марок колониального типа был основан на акварели Генри Корбулда, при этом, как полагают, он был выгравирован Фредериком Хитом (Frederick Heath). Генри Корбульд предоставил эскиз, на основе которого был выгравирован «Чёрный пенни». Отправка первой партии почтовых марок номиналом в ½ пенни зелёного цвета и номиналом в 1 пенни синего цвета состоялась 30 декабря 1851 года на борту «RMS Amazon»; судно погибло в море и не дошло до острова. Дополнительные партии были отправлены в январе и феврале 1852 года, включая марку номиналом в 2 пенса синевато-серого цвета. Местное почтовое отделение было открыто 15 апреля 1852 года, и эти марки появились в продаже в тот же день. На марках не было номинала. Синевато-серый двухпенсовик известен в виде бисекта и использовался в виде однопенсовой марки, использование таких марок было разрешено в связи с нехваткой почтовых марок номиналом в 1 пенни в период с 4 августа 1854 года по 21 сентября 1854 года.

#### Более поздние выпуски
Примерно после января 1855 года барбадосская почта получила красновато-коричневые почтовые марки типа «Сидящая Британия» номиналом в 4 пенса. Хотя в то время островные власти не отвечали за внешние почтовые отправления, похоже, что они решили улучшить оплату писем, отправляемых на другие острова Вест-Индии.
Отделение Британского пакетботного агентства было объединено с барбадосским почтовым ведомством в 1858 году. В октябре 1858 года были заказаны и отправлены на остров почтовые марки красного цвета номиналом в 6 пенсов и коричневато-чёрного цвета номиналом в 1 шиллинг. На этих марках был указан номинал. Вплоть до 1860 года все почтовые марки были беззубцовыми, начиная с 1860 года марки поставлялись с зубцовкой. В 1873 году поступили почтовые марки двух новых номиналов: 3 пенса и 5 шиллингов. Считается, что трёхпенсовик был предназначен для оплаты почтового тарифа за отправку в Великобританию на других судах, чем обычные почтовые пакетботы. Почтовая марка номиналом в 5 шиллингов не предназначалась для оплаты каких-либо особых тарифов, а наклеивалась на тяжёлые почтовые пакеты.

Примеры поздних барбадосских выпусков «Сидящая Британия»
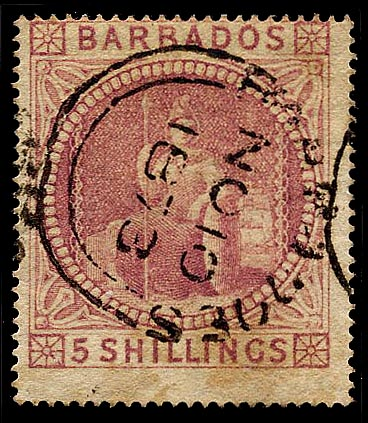
Розовая марка 1873 года номиналом в 5 шиллингов, погашенная в ноябре 1873 года. Обратите внимание на написание в старой орфографии «Barbadoes» на почтовом штемпеле
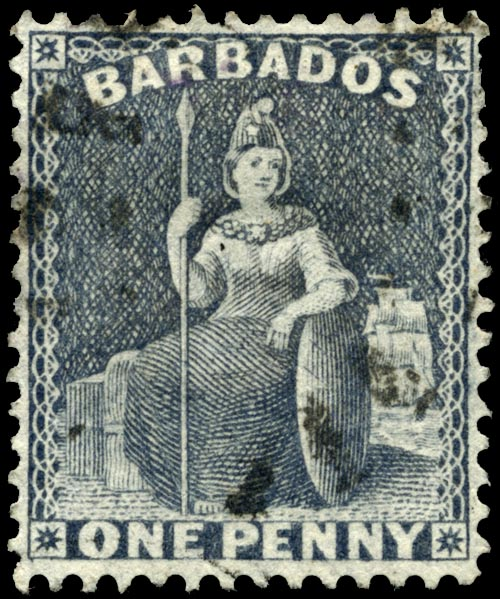
Серо-голубая марка колониального типа номиналом в 1 пенни (1875)

В марте 1878 года неожиданно случилась нехватка однопенсовых марок. Чтобы исправить ситуацию, на почтовых марках номиналом в 5 шиллингов был дважды надпечатан номинал в 1 пенни (1d) и была выполнена вертикальная зубцовка. Надпечатка и зубцовка были выполнены на месте типографией West Indian Press. Затем сотрудники почтового ведомства отрезали плакетки с номиналом от нижней части горизонтальных полосок из 12 пятишиллинговых марок с надпечаткой. Всего были изготовлены 9600 провизориев номиналом в 1 пенни.
В 1874 году контракт на изготовление почтовых марок для Барбадоса был расторгнут с типографией «Перкинс Бэкон» и был передан типографии «Де Ла Рю». Последняя использовала переданные ей печатные формы при печати последующих заказов на почтовые марки.

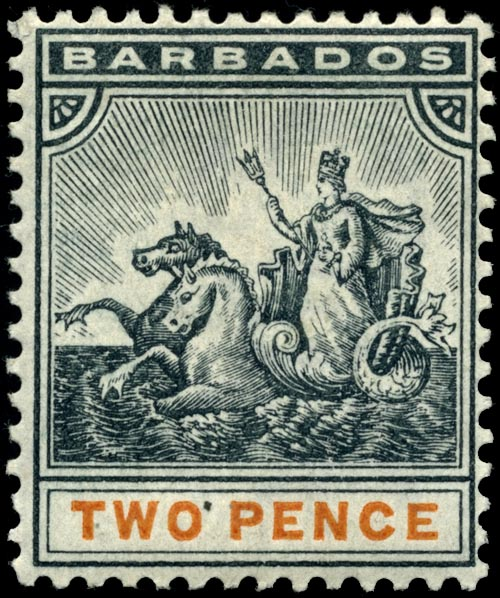
Почтовая марка Барбадоса номиналом в 2 пенса (1899)

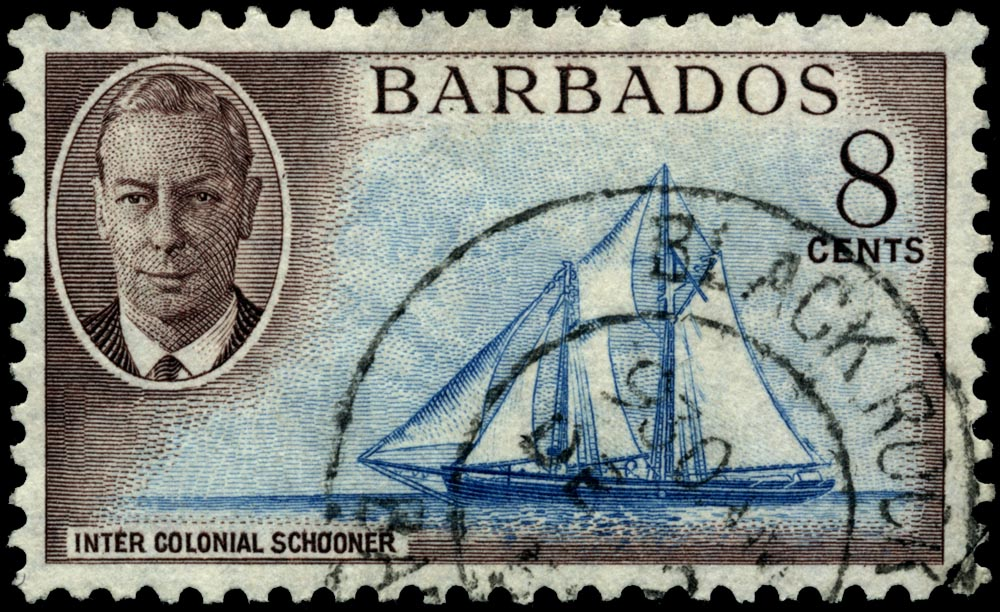
8-центовая почтовая марка Барбадоса с изображением курсировавшей между колониями шхуны (1950)

### Последующие эмиссии

#### Королевские выпуски Барбадоса
Колониальный тип барбадосских марок применялся на Барбадосе до 1882 года, когда ему на смену пришли почтовые марки с портретом королевы. Зелёный полупенсовик, красный однопенсовик, синяя марка номиналом в 2½ пенса и серый четырёхпенсовик были заказаны в феврале 1882 года и вышли в обращение 28 августа 1882 года. В сентябре 1884 года сделанный почтовым ведомством острова заказ на почтовые марки включал пурпурный трёхпенсовик и коричневый четырёхпенсовик. В заказ на почтовые марки в июне 1886 года входили чёрный шестипенсовик, коричневый одношиллинговик и тёмно-коричневый пятишиллинговик.
В июле 1892 года на оставшихся запасах коричневых четырёхпенсовиков была сделана надпечатка «HALF-PENNY» («Полпенса»). Надпечатку выполнила типография West Indian Press.

#### Современность
Современные каталоги почтовых марок перечисляют более 1000 различных почтовых марок, выпущенных Барбадосом с 1892 года. На барбадосских почтовых марках встречаются надписи: «Barbados» («Барбадос»), «Postage & Revenue» («Почтовый и гербовый сбор»).
Первые памятные марки Барбадоса были эмитированы в 1897 году.
С 1958 года по 1962 год Барбадос находился в составе Вест-Индской Федерации, надпись на его почтовых марках в этот период: «The West Indies Federation» («Вест-Индская Федерация»).
Барбадос получил самоуправление 16 октября 1961 года и независимость в рамках Содружества 30 ноября 1966 года. Почтовые марки колониального типа продолжали выходить до 1966 года. Посвящённый независимости выпуск памятных марок поступил в продажу в 1966 году и включал почтовые марки с изображением отеля «Хилтон» и игрока в крикет Гарфилда Соберса.
В 1969 году в обращении появился первый почтовый блок Барбадоса.

## Другие виды почтовых марок

### Доплатные
C 1934 года на Барбадосе выпускались доплатные марки. Для них характерна надпись «Postage due» («Почтовая доплата»). За период с 1934 по 1963 год были эмитированы шесть доплатных марок.

### Почтово-благотворительные
В 1907 году почтовым ведомством Барбадоса были выпущены первые почтово-благотворительные марки.

### Военно-налоговые
В 1917 году на военно-налоговых марках была сделана надпечатка «War tax» («Военная надбавка»).

## Цельные вещи
Первыми цельными вещами, выпущенными Барбадосом, были почтовые карточки в 1881 году; заказные конверты, бандероли и постоплатные конверты были впервые выпущены в 1882 году. Аэрограммы впервые вышли в 1949 году.